# Оксфорд полісі менеджмент
Оксфорд полісі менеджмент (ОПМ), англ. Oxford Policy Management (OPM) — міжнародна консалтингова фірма з розвитку, яка має на меті допомогти країнам з низьким і середнім рівнем доходу досягти зростання та зменшити бідність та негаразди шляхом реформи державної політики.
Компанія співпрацює з донорськими організаціями (до яких увійшли ЮНІСЕФ та Світовий банк), урядами та неурядовими організаціями, що зосереджуються на таких сферах, як економічний розвиток, охорона здоров'я, освіта, зміна клімату та соціальне забезпечення, з сильним акцентом на дослідження.
Штаб-квартира OPM знаходиться в Оксфорді, Велика Британія, має кілька сотень співробітників та глобальну мережу офісів.

## Історія
Народившись з Оксфордського університету в 1979 році, коли вона спочатку була відома як Група з аналізу продовольчих запасів, OPM спочатку зосередилася на прикладних дослідженнях, щоб допомогти вирішити проблеми продовольчої безпеки Східної та Південної Африки. Через п'ять років вона стала Групою досліджень харчових продуктів, яка займалася як пропозицією, так і потребами в державних послугах, ґрунтуючись на даних статистики та можливостях опитувань.
У 1996 році Oxford Policy Management було створене як товариство з обмеженою відповідальністю, окремо від Оксфордського університету. Компанія була володіли наполовину її персонал та наполовину інвестори, колишні співробітники та друзі OPM, як це є сьогодні. У 2007 OPM створила свій перший міжнародний офіс в Ісламабаді, Пакистан, на чолі з громадянами Пакистану, і до середини 2010-х OPM вже мав відділення по всій Африці і Азії.

## Вирішені проблеми
Приклади досліджень та політичної роботи ОПМ включають:
- Зміна клімату: «Дія щодо клімату сьогодні», програма, що розробляє стратегії боротьби з впливами на зміну клімату з урядами Південної Азії[2]
- Освіта: Освітні дані, дослідження та оцінка в Нігерії (Education Data, Research and Evaluation in Nigeria — EDOREN)[3]
- Розвиток фінансового сектора: До систем вимірювань, орієнтованих на вплив для мережі РФС (розвитку фінансового сектору) (з програмою РФС Африка)[4]
- Здоров'я: партнер у Команді з ресурсів та консультацій з охорони здоров'я та освіти (Health & Education Resource & Advice Team — HEART)[5]
- Природні ресурси та енергія: перше глобальне дослідження залежності від корисних копалин, Благословення чи прокляття? Зростання залежності від корисних копалин у країнах з низьким і середнім рівнем доходу[6]
- Бідність та соціальний захист: Програми громадських робіт із захисту та кліматичної стійкості: теорія змін та доказів у країнах з низьким рівнем доходу[7]
- Послуги соціального обслуговування: розвиток послуг паліативної допомоги в Республіці Сербія[8]

## В Україні
В рамках проєкту «Модернізація системи соціальної підтримки населення України», який реалізує Міністерство соціальної політики України згідно з Угодою про позику між Україною та Світовим банком, у 2019—2020 консорціум у складі Оксфорд Полісі Менеджмент Лімітед, Міжнародна благодійна організація "Партнерство «Кожній дитині» Україна, СОС Кіндердорф Інтернешнл та Український фонд «Благополуччя дітей» консультують з питань проєкту «Розробка та впровадження регіонального плану стосовно збільшення обсягів надання послуг з догляду на сімейній основі (реформування інтернатних закладів для дітей в Тернопільській області)». Керівник проєкту — асоційований старший консультант «Оксфорд полісі менеджмент» Володимир Кузьмінський.